# Valerij Ivanovič Tokarev
Valerij Ivanovič Tokarev (29 ottobre 1952) è un cosmonauta russo.